# بريكينريدغ لونغ
بريكينريدغ لونغ هو محامي ودبلوماسي وسياسي أمريكي، ولد في 16 مايو 1881 في سانت لويس في الولايات المتحدة، وتوفي في 26 سبتمبر 1958 في لوريل في الولايات المتحدة. انتخب سفير الولايات المتحدة  لدى إيطاليا ‏.

## وصلات خارجية
- بريكينريدغ لونغ على موقع إن إن دي بي (الإنجليزية)